# Remissione del debito
La remissione del debito è l'atto giuridico con il quale il creditore rinuncia volontariamente al proprio credito.
La remissione comporta l'estinzione dell'obbligazione ed in quanto atto abdicativo, solo come effetto riflesso, la liberazione del debitore e tutti coloro che avevano garantito l'adempimento (fideiussori).

## Antichità preclassica
Nel Medio Bronzo (1900-1600 a.C. ca.), in tutta l'area della Siria e della Mesopotamia erano operativi diversi correttivi sociali, che comportavano, tra le altre cose, editti reali di remissione dei debiti, di cui beneficiavano i contadini (i cosiddetti "liberi", in opposizione agli "uomini del re"). Quando con il Tardo Bronzo (1550-1180 a.C. ca.) questi correttivi non erano più in uso, al contadino irrimediabilmente indebitato non restavano che due opzioni: l'asservimento o la fuga in altri paesi. I maggiori regni dell'epoca avevano però siglato dei trattati di reciproca consegna dei latitanti, così che questi finivano spesso per inoltrarsi in zone più inospitali (montagne boscose o steppe pre-desertiche), dove si congiungevano con clan pastorali. Queste genti straniate vengono indicate nelle Lettere di Amarna come habiru.

## Diritto romano
Nell'antica Roma venivano in considerazione tre negozi per raggiungere questo obiettivo.
- Solutio per aes et libram: dinanzi a cinque testimoni romani puberi, un libripens, presente il creditore, il debitore dichiarava solennemente di liberare se stesso dal potere del creditore, contemporaneamente gettando sulla bilancia il metallo dovuto. Ad essa bisognava dapprima necessariamente ricorrere per lo scioglimento di qualsiasi vincolo. Con l'introduzione della moneta coniata, svincolata dall'esigenza del pagamento contestuale, l'effetto estintivo della solutio venne riconosciuto a prescindere dall'adempimento ed ecco così che con il lancio simbolico del metallo (imaginaria solutio), il negozio venne quindi assimilato a quella che noi moderni chiamiamo remissione del debito.

- Acceptilatio: era un atto giuridico formale simmetrico e contrario rispetto alla stipulatio contratto verbis che constava della domanda del debitore circa l'avvenuto adempimento e la congrua risposta positiva del creditore. Era considerata un tipo di remissione perché la risposta era valida a prescindere dall'effettivo pagamento del debito. La formula dell'accettilazione era composta da una domanda del debitore e dalla risposta del creditore, come di seguito. Debitore: "Quod ego tibi promisi habesne acceptum?". Creditore: "Habeo"

- Pactum de non petendo: si tratta di un contratto con cui il creditore si obbliga a non richiedere l'adempimento del debitore per un certo periodo di tempo, o a tempo indeterminato o al ricorrere di determinate circostanze. Si distingue dalla remissione del debito perché la remissione ha ad oggetto la rinuncia al credito, mentre il pactum de non petendo ha ad oggetto la sola rinuncia all'azione per ottenere il pagamento del credito. Nel caso in cui il creditore avesse richiesto lo stesso l'adempimento, il debitore avrebbe opposto l’exceptio pacti conventi.

- - Pactum de non petendo in rem: il creditore o il concreditore assumeva l'impegno che la prestazione non sarebbe stata richiesta.
  - Pactum de non petendo in personam:  il concreditore assumeva l'impegno che la prestazione non sarebbe stata richiesta al singolo condebitore con il quale stringeva il patto.

## Diritto italiano
Nell'ordinamento italiano la remissione è disciplinata dal codice civile agli articoli 1236-1240 c.c.
La remissione è un negozio giuridico:
- unilaterale in quanto per il suo perfezionamento è sufficiente la volontà del creditore di rinunziare al credito. Tuttavia, una parte della dottrina ritiene che si tratti di un contratto, argomentando dall'art. 1236 che prevede la facoltà del debitore di rifiutare la remissione. Tale dottrina ritiene che in caso di mancato rifiuto vi sia un consenso tacito del debitore alla remissione.
- recettizio in quanto per avere effetto deve pervenire a conoscenza del debitore. Il debitore ha la facoltà di rifiutare la remissione, ma in tal caso l'art.1236 prevede l'onere a carico del debitore di comunicare il rifiuto al creditore entro un termine congruo.

La remissione può avvenire mediante:
- dichiarazione del creditore di rimettere il debito (art. 1236)
- restituzione volontaria del titolo originale del credito (art. 1237)